# 스웨덴의 코로나19 범유행
다음은 스웨덴에서의 코로나19 범유행에 관한 설명이다.
1월 31일, 우한시를 다녀온 20대 여성이 감염된 것이 스웨덴에서의 첫 사레이며, 옌셰핑의 리호브 군 병원에 입원하였다.
2월 26일 이후, 이탈리아와 이란에서 감염증이 발생한 후 이 두 나라와 관련 사례가 스웨덴에 나타났다.

## 같이 보기
- 코로나19 범유행
- 나라별 코로나19 범유행
- 유럽의 코로나19 범유행